# Bank of America Tower
La Torre del Bank of America es un rascacielos de 366 m de altura situado en  Manhattan, Nueva York, Estados Unidos. Se localiza en la Sexta Avenida, entre las calles 42 y 43, frente al Parque Bryant.
El proyecto de 1 000 millones de dólares fue diseñado por COOKFOX Architects, pretendiendo que fuera uno de los edificios más eficientes y ecológicos del mundo. Es el octavo edificio más alto de Nueva York, tras el One World Trade Center, Central Park Tower, Empire State Building, 111 West 57th Street, One Vanderbilt, 432 Park Avenue y 30 Hudson Yards. La construcción se completó en 2009.
En octubre de 2009, el edificio apareció en el episodio 100 de la serie de televisión del National Geographic Channel Megaestructuras.
En junio de 2010, el edificio recibió el premio al Mejor Edificio Alto de América del 2010 del Consejo de Edificios Altos y Hábitat Urbano.

## Detalles

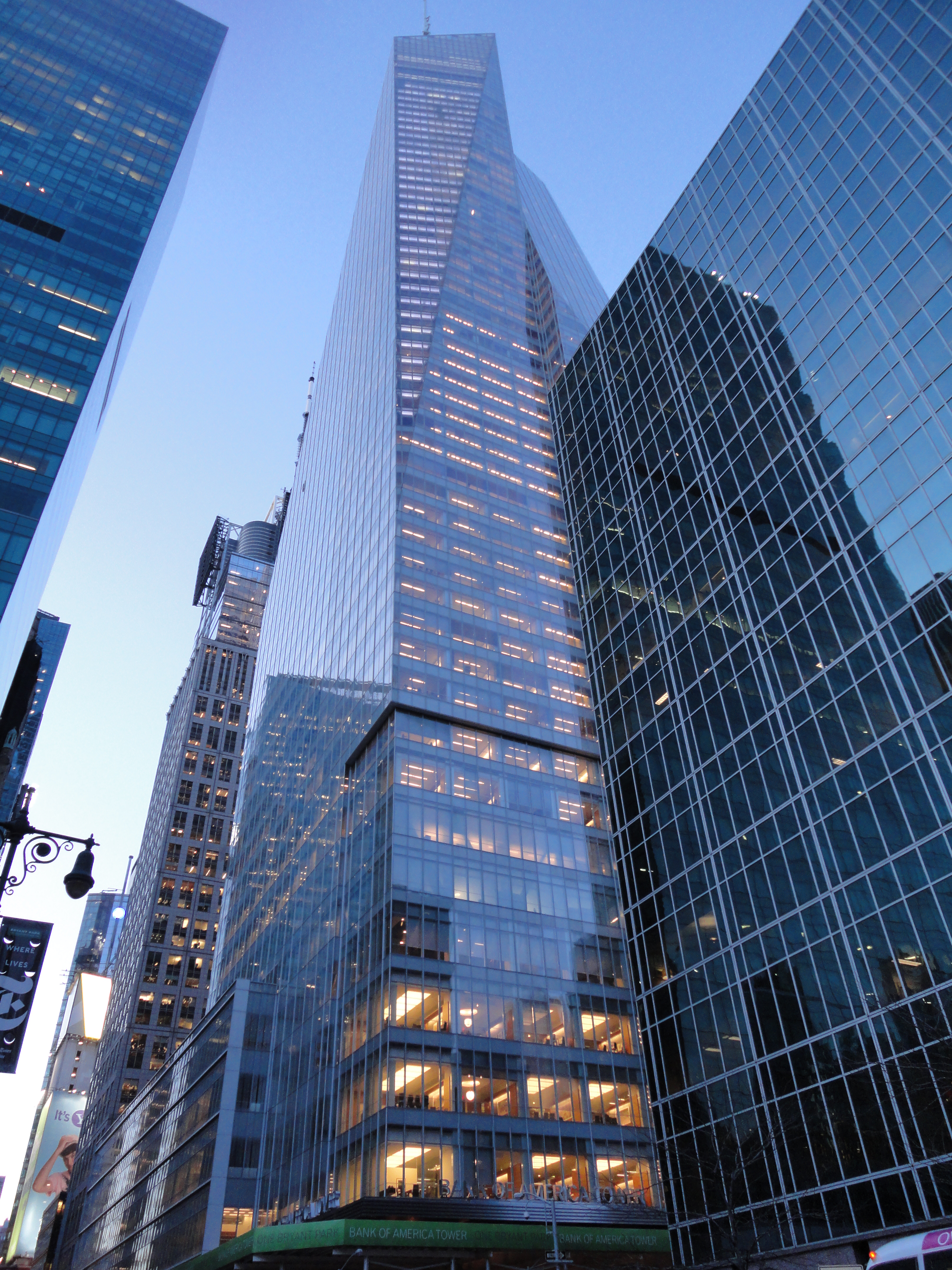
La torre desde el nivel de calle

La aguja arquitectónica de la torre tiene una altura de 77,9 m y fue colocada el 15 de diciembre de 2007. El edificio tiene 55 plantas y contiene 200 000 m² de oficinas, tres escaleras mecánicas y 52 ascensores fabricados por Schindler (51 para las oficinas y uno que lleva al entresuelo subterráneo de transporte). Se demolieron varios edificios para permitir la construcción de la torre. Entre ellos estaban el Hotel Diplomat, edificio de 13 plantas que ocupaba la parcela en el 108 Oeste de la calle 43 desde 1911, y el Teatro Henry Miller, que fue reconstruido y reabrió en su ubicación anterior. El principal ocupante del edificio es Bank of America. La clasificación LEED Platino de la torre y el moderno espacio de oficinas libre de columnas que ofrece han ayudado a atraer ocupantes desde toda la ciudad. La Torre del Bank of America está considerada como un modelo mundial de arquitectura ecológica en rascacielos.

## Características medioambientales
El diseño del edificio es con el medio ambiente, usando tecnologías como vidrio aislante del suelo al techo para contener el calor y maximizar la luz natural, y un sistema automático de regulación de la luz natural. La torre también dispone de un sistema de aguas grises, que captura el agua de lluvia para su reutilización. Bank of America afirma que el edificio está hecho ampliamente de materiales reciclados y reciclables. El aire que entra al edificio es filtrado, como es frecuente, pero el aire expulsado también se limpia. Bank of America Tower es el primer rascacielos diseñado para conseguir la certificación LEED Plantino.

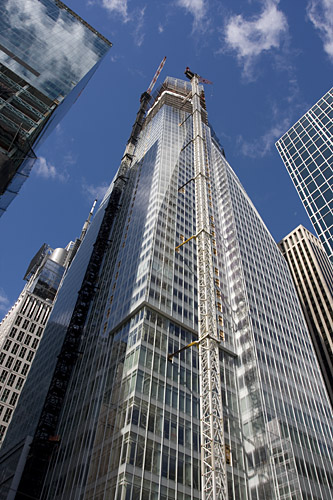
La Bank of America Tower en construcción en octubre de 2007.

La torre Bank of America está construida usando hormigón fabricado con escoria, un subproducto de los hornos altos. La mezcla usada en la torre es un 55% de cemento y un 45% de escoria. El uso de escoria reduce el impacto ambiental porque reduce la cantidad de cemento necesitada para el edificio, lo que a su vez disminuye la cantidad de dióxido de carbono y otros gases de efecto invernadero producidos en el proceso de fabricación del cemento normal. Cada tonelada de cemento normal producida emite aproximadamente una tonelada de dióxido de carbono a la atmósfera.
El control de la temperatura y la producción de parte de la energía se realizan de una manera respetuosa medioambientalmente. El acristalamiento aislante reduce la pérdida de calor, disminuyendo el consumo de energía y aumentando la transparencia. Los sensores de dióxido de carbono aumentan la ventilación con aire fresco cuando se detectan niveles altos de dióxido de carbono en el edificio.
El aire acondicionado es suministrado por muchas unidades columna situadas en el espacio de los inquilinos que lanzan aire a 17 °C en una cámara elevada por debajo del suelo. Este sistema de aire permite a los usuarios controlar la temperatura de su propio espacio así como mejorar la efectividad de la ventilación. 
El sistema de refrigeración produce y almacena hielo durante las "horas valle", y permite que el hielo se derrita para ayudar a enfriar el edificio durante "horas punta", similar a las baterías de hielo en el Hotel New Otani de Tokio, Japón (1995). Las baterías de hielo se han usado desde que las enfriadoras de absorción hicieron al hielo comercialmente disponible hace 150 años, antes de la invención de la bombilla eléctrica.
Los elementos para la conservación del agua en la torre incluyen urinarios sin agua, que se estima que ahorran 3 000 000 de litros de agua por año y reducen las emisiones de CO2 en 65 300 kg por año (según lo calculado con el modelo del Pacific Institute). La torre tiene una planta de cogeneración de 4,6 megavatios, que cubre parte de las necesidades de energía. La generación de energía in situ reduce las pérdidas de transmisión eléctrica que son características de las redes de transporte de energía.
En junio de 2008, la Academia de Ciencias de Nueva York lanzó un podcast que pone de manifiesto estas características ecológicas.

## Altura

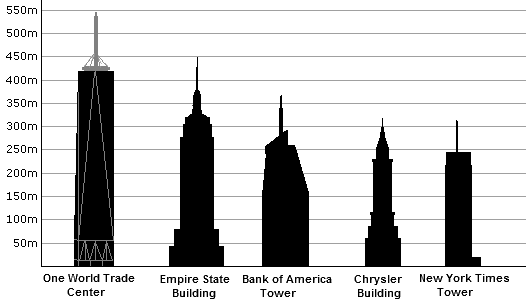
Comparación de la altura de la torre del Bank of America (centro)

Cuando se comparan alturas de edificios, se usa la altura arquitectónica u oficial según las reglas y regulaciones del Consejo de Edificios Altos y Hábitat Urbano. Actualmente, el edificio del New York Times y el Edificio Chrysler están empatados como el undécimo edificio más alto de Nueva York. Con la aguja arquitectónica incluida, la altura oficial del edificio es de 366 m, lo que le convierte en el octavo edificio más alto de Nueva York tras del 30 Hudson Yards, 432 Park Avenue, One Vanderbilt, 111 West 57th Street, Empire State Building, Central Park Tower y One World Trade Center.
| Edificio                    | Altura oficial | Altura de azotea |
| --------------------------- | -------------- | ---------------- |
| One World Trade Center      | 541 m          | 417 m            |
| Central Park Tower          | 472 m          | 472 m            |
| Empire State Building       | 443 m          | 381 m            |
| 111 West 57th Street        | 435 m          | 435 m            |
| One Vanderbilt              | 427 m          | 391 m            |
| 432 Park Avenue             | 426 m          | 426 m            |
| 30 Hudson Yards             | 387 m          | 387 m            |
| Bank Of América Tower       | 366 m          | 287 m            |
| 3 World Trade Center        | 329 m          | 329 m            |
| 53 West 53rd                | 320 m          | 320 m            |
| Chrysler Building           | 319 m          | 252 m            |
| The New York Times Building | 319 m          | 229 m            |

Se ha publicado una decisión formal del Consejo de Edificios Altos y Hábitat Urbano, confirmando esto.

## Incidentes de la construcción
Desde 2006, han caído materiales del edificio en dos ocasiones:
- 12 de agosto de 2008: Un panel de vidrio de 680 kg cayó sobre una acera. Dos personas sufrieron heridas leves.[16]

- 17 de septiembre de 2008: Cayó un contenedor de escombros, rompió un panel de cristal de la fachada, y provocó que cayeran varias piezas de cristal de la planta 50 a la acera y la calle (42 oeste y Sexta Avenida) alrededor de las 3 p. m. No hubo heridos.[17]

## Más información
- Dirk Stichweh: New York Skyscrapers. Prestel Publishing, Münich, 2009, ISBN 3-7913-4054-9